# RDP África
A RDP-África é uma estação de rádio portuguesa da rede RTP – Rádio e Televisão de Portugal –, com uma programação baseada na música, na informação, na cultura e no desporto. Foi criada em 1994 como Canal África, como parte integrante da RDP Internacional, evoluindo depois, em 1996, para uma estação autónoma, ainda que emitisse apenas só algumas horas por dia.
A música é maioritariamente africana, sobretudo dos Países Africanos de Língua Oficial Portuguesa (PALOP), das kizombas ao kuduro, da morna ao funaná, e portuguesa, ligeira e popular, embora também esteja aberta a toda a música de expressão portuguesa e outros ritmos, como os afro-americanos e latino-americanos.
No plano da informação, esta funciona em dois sentidos, trazendo para Portugal uma ampla informação sobre a realidade africana e levando para África informação portuguesa, do mundo, da comunidade africana residente em Portugal, e população portuguesa em África.
Emite em FM, vinte e quatro horas por dia, para Lisboa, Coimbra, Faro e Cabo Verde, Guiné-Bissau, Moçambique e São Tomé e Príncipe, podendo ainda ser captada por satélite em Angola e noutros pontos de África. A emissão da RDP-África está também disponível na internet.
Entre os programas com maior audiência estão o "Música Sem Espinhas" de Nuno Sardinha, "A Hora das Cigarras" de José Eduardo Agualusa e "Metrópolis" de Rogério Silva Gomes.

## Frequências (FM)

### Portugal
- Lisboa - 101.5 MHz
- Coimbra - 103.4 MHz
- Faro - 99.1 MHz

### Cabo Verde
- Ilha do Sal
  - Morro Curral - 97.5 MHz
- Ilha de Santiago
  - Monte Tchota - 105.2 MHz
  - Monte Pensamento - 106.1 MHz
- Ilha de São Vicente
  - Monte Verde - 93.9 MHz
- Ilha da Boavista
  - Sal-Rei - 95.1 MHz
- Ilha de Santo Antão
  - Pedra Rachada - 105.2 MHz
  - Pinhão - 95.7 MHz
- Ilha do Fogo
  - São Filipe - 93.9 MHz
- Ilha de São Nicolau
  - Monte Gordo - 95.1 MHz

### Guiné-Bissau
- Nhacra - 88.4 MHz
- Catió - 96.9 MHz
- Gabú - 100.0 MHz

### Moçambique
- Maputo - 89.2 MHz
- Beira - 94.8 MHz
- Nampula - 91.9 MHz
- Quelimane (Namacata) - 89.0 MHz

### São Tomé e Princípe
- Ilha de São Tomé
  - São José - 92.8 MHz
- Ilha do Príncipe
  - Alto da Nazaré - 101.9 MHz[2]